# Brezje (Gornja Stubica)
Pour les articles homonymes, voir Brezje.
Brezje est un village de la municipalité de Gornja Stubica (comitat de Krapina-Zagorje) en Croatie. Au recensement de 2011, le village comptait 246 habitants.